# John Lewis Hall
John Lewis »Jan« Hall, ameriški fizik, * 21. avgust 1934, Denver, Kolorado, ZDA.
Hall si je leta 2005 skupaj  s Hänschem za svoje delo o točni laserski spektroskopiji delil Nobelovo nagrado za fiziko. Drugo polovico nagrade je prejel Glauber.

## Življenje in delo
Diplomiral je leta 1956 na Carnegiejevem tehnološkem inštitutu, opravil magisterij leta 1958 in doktoriral leta 1961. Podoktorski študij je nadaljeval na Narodnem uradu za standarde Ministrstva za trgovino ZDA, sedaj Narodni inštitut za standardizacijo in tehnologijo (NIST), kjer je delal od leta 1962 do svoje upokojitve leta 2004. Od leta 1967 je poučeval na Univerzi Kolorada v Boulderju.

## Priznanja

### Nagrade
- National Carbon Company Fellow in Physics, 1957-1961
- Zlata medalja Ministrstva za trgovino ZDA, 1969
- Nagrada Samuela W. Strattona, 1971
- Zlata medalja Ministrstva za trgovino ZDA, 1974 (skupinske nagrade)
- IR-100: laserski stabilizator izbran za enega od »100 najboljših novih produktov leta,« 1975
- IR-100: laserski merilec valovne dolžine (»lambdameter«) izbran za enega od »100 najboljših novih produktov leta,« 1977
- Nagrada E. U. Condona, 1979
- Nagrada Charlesa Harda Townesa Ameriškega optičnega društva, 1984, skupaj z V. P. Čebotajevom (Sovjetska akademija znanosti)
- Nagrada Davissona in Germerja Ameriškega fizikalnega društva, 1988
- Docteur Honoris Causa de l’Universite Paris Nord, 1989
- Medalja Frederica Ivesa Ameriškega optičnega društva, 1991
- Nagrada Arthurja L. Shawlowa Ameriškega fizikalnega društva, 1993
- Meroslovna nagrada Allena V. Astina, 2000
- Nagrada Maxa Borna Ameriškega optičnega društva, 2002
- Presidential Rank Award from the Office of Personnel Management, 2002
- Zlata medalja Ministrstva za trgovino ZDA, 2002 (skupinske nagrade)
- Nagrada I. I. Rabija  Društva za ultrasonično, feroelektriško in frekvenčno kontrolo IEEE, 2004
- članstvo Légion d’Honneur, 2004
- Nobelova nagrada za fiziko, 2005
- doktor znanosti, honoris causa, Univerza v Glasgowu, 2007